# Постріл (фільм, 1942)
Постріл (італ. Un colpo di pistola) — італійський історичний драматичний фільм 1942 року режисера Ренато Кастеллані, в якому знялися Ася Норіс, Фоско Джачетті та Антоніо Кента. Фільм знімався в студії Палатіно в Римі у декораціях, розроблених артдиректором Джино Брозіо.

## Сюжет
У Росії XIX століття двоє чоловіків б'ються на дуелі за жінку.

## У ролях
- Ася Норіс
- Фоско Джачетті
- Антоніо Кента
- Рубі Далма
- Анна Каподальо
- Ренато Сіаленте
- Мімі Дугіні
- Ромоло Коста
- Саро Урці